# کولچ
کولچ (به مجاری:  Kulcs) یک شهرداری در مجارستان است که در ناحیه دونااوی‌واروش واقع شده‌است. کولچ ۱۶٫۷۳ کیلومتر مربع مساحت و ۲٬۰۰۹ نفر جمعیت دارد.